# Eugène Van Roosbroeck
Eugène Van Roosbroeck (Anversa, 13 maggio 1928 – Anversa, 28 marzo 2018) è stato un ciclista su strada belga.
Ha vinto la medaglia d'oro olimpica nel ciclismo su strada alle Olimpiadi 1948 di Londra nella corsa a squadre insieme a Lode Wouters e Léon De Lathouwer.